# Jun John Sakurai
Jun John Sakurai (Tokyo, 31 gennaio 1933 – Ginevra, 1º novembre 1982) è stato un fisico giapponese naturalizzato statunitense.
Autorevole studioso di fisica delle particelle elementari, morì prematuramente mentre si trovava al CERN di Ginevra. È autore del testo universitario "Meccanica Quantistica Moderna" ed altri come "Advanced Quantum Mechanics". In sua memoria l'American Physical Society ha istituito il Premio Sakurai da assegnare annualmente a fisici che si sono distinti nel campo della fisica delle particelle elementari.
Sakurai fu tra coloro che proposero indipendentemente la teoria V-A delle interazioni deboli (Nuovo Cimento 7(1958)649). Inoltre fu tra i primi a proporre una teoria per le interazioni forti basata su una simmetria di gauge non abeliana (Annals of Physics 11(1960)1).